# Leiopotherapon
Leiopotherapon és un gènere de peixos pertanyent a la família dels terapòntids.

## Taxonomia
- Leiopotherapon aheneus (Mees, 1963)[4]
- Leiopotherapon macrolepis (Vari, 1978)[5]
- Leiopotherapon plumbeus (Kner, 1864)[6][7]
- Leiopotherapon unicolor (Günther, 1859)[8][9][10][11][12][13][14]